# Corneille Wellens
Corneille Henri Albert Wellens (Etterbeek, 14 juli 1905 - Ukkel, 9 oktober 1994) was een Belgisch hockeyer.

## Levensloop
Wellens was actief bij La Rasante. en Royal Léopold.
Daarnaast maakte hij deel uit van het Belgisch hockeyteam. Met de nationale ploeg nam hij onder meer deel aan de Olympische Zomerspelen van 1928 en 1936.